# Semidalis galantei
Semidalis galantei is een insect uit de familie van de dwerggaasvliegen (Coniopterygidae), die tot de orde netvleugeligen (Neuroptera) behoort. 
De wetenschappelijke naam Semidalis galantei is voor het eerst geldig gepubliceerd door Monserrat in 1982.